# 徳島とくとくターミナル

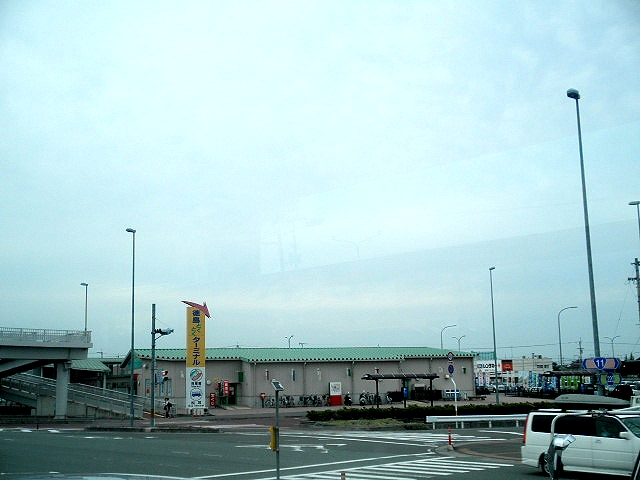
徳島とくとくターミナル

徳島とくとくターミナル（英称：Tokushima Tokutoku Terminal、通称：松茂、仮称：新徳島交流ターミナル）とは、徳島県板野郡松茂町の国道11号（吉野川バイパス）沿いに位置するバスターミナルである。高速バスの一大交通拠点である。2003年4月6日に開設された。

## 概要
当施設は「バスの駅」として、国土交通省及び徳島県によって開設された。
日本には当施設の他にも幾つもの所謂「バスの駅」が存在するが、草津温泉駅や十和田湖駅といった国鉄バス設置の自動車駅とは性質が異なる。当施設に最も近い事例としては、山鹿バスの駅が挙げられる。また「バスの駅」としての機能を有す道の駅舞ロードIC千代田や道の駅桜の郷 荘川等も似た事例である。
徳島駅を発着する全ての高速バスが通過する徳島市中心部（徳島本町交差点や吉野川大橋等）は交通量が極めて多く、慢性的に渋滞・混雑が起こっている。そこで、それの改善と、高速バス利用者に対する利便性の向上を図る目的で、当施設が整備された。
当施設は、徳島駅及び阿南駅を発着している高速バスのうち、いわゆる旧ツアーバス系事業者のほとんど、および愛媛県・高知県方面の便は停車しないが、それらを除いた全ての便が停車している。それに対し高速鳴門は、阿南駅を発着する便等が停車しないことに加え、立地条件の都合上、岡山県・広島県方面の便が停車できず（鳴門インター北口バスストップを経由）、淡路島方面便も経由しない（鳴門駅・高速鳴門バス停前経由）。

## 歴史
- 2003年（平成15年）4月6日 - 開業[5]。
- 2012年（平成24年）8月1日 - 高速バスチケットセンター（JR四国バス・徳島バス）を徳島県物産館（降り場）から乗り場待合室内に移転。乗り場待合室にトイレ、エアコンを設置[6]。

## 設備

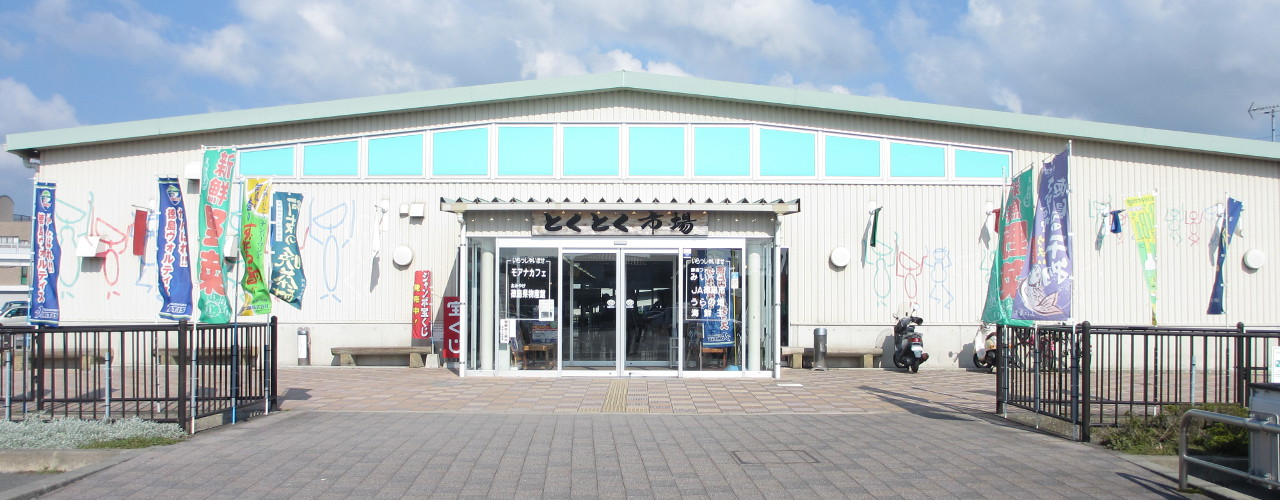
とくとく市場

国道11号線・徳島方面側に土産物等を販売する「とくとく市場」と徳島方面のバス乗降場、および有料駐車場が設置されており、国道を挟んだ側には大阪方面へ向かう便が止まるバス停が2か所と待合室がある。
近隣には民営の駐車場がある。それらを利用すればパークアンドライドが可能である。

## 路線

### 近畿方面
- 徳島バス・神姫バス・阪神バス・山陽バス共同運行
  - 高速舞子・三宮・新神戸駅（ANAクラウンプラザホテル神戸）
- JR四国バス・西日本JRバス・本四海峡バス共同運行（阿波エクスプレス神戸号）
  - 高速舞子・三宮・新神戸駅・神戸空港
- 淡路交通単独運行（急行バス）
  - 鳴門駅前・高速鳴門バス停前・淡路島南IC-洲本IC間各停留所・洲本バスセンター

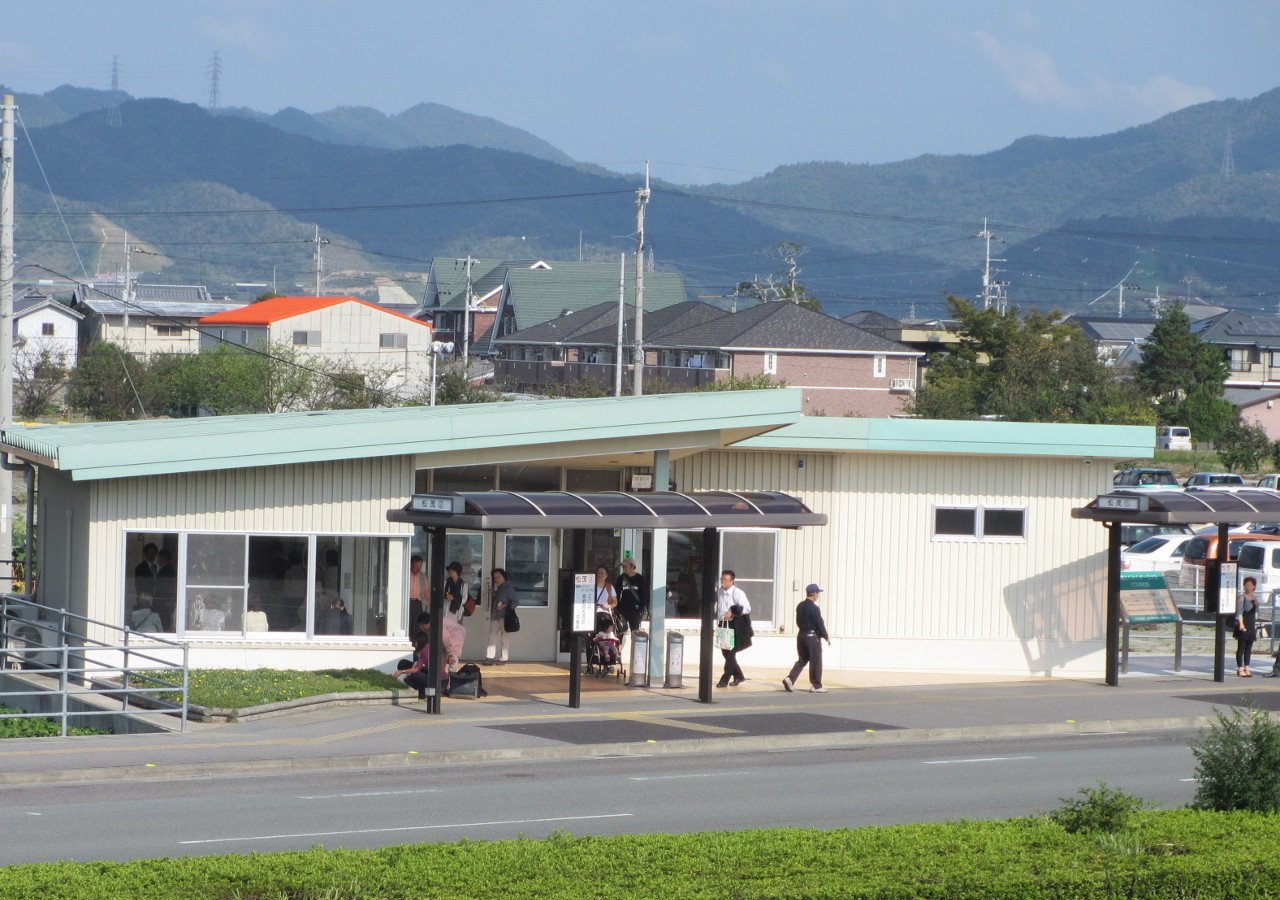
徳島とくとくターミナル（松茂）　大阪方面バスのりば

- 徳島バス・阪急バス・阪神バス・南海バス共同運行（大阪 - 徳島線）
  - （高速舞子）・阪急三番街高速バスターミナル・ハービスOSAKA・（南海なんば）・（USJ）
- 徳島バス単独運行（室戸・生見・橘発着便）
  - 高速舞子・（USJ）・ハービスOSAKA・南海なんば
- JR四国バス・西日本JRバス・本四海峡バス共同運行（阿波エクスプレス大阪号）
  - （高速舞子）・OCAT・大阪駅JR高速バスターミナル・（USJ）
- 海部観光単独運行（マイエクスプレス）
  - 大阪駅（桜橋口）・大阪国際空港
- 徳島バス・本四海峡バス・南海バス・関西空港交通共同運行
  - 関西国際空港
- JR四国バス・西日本JRバス・本四海峡バス・徳島バス・京阪バス共同運行（阿波エクスプレス京都号）
  - 名神高槻・名神大山崎・京都駅
- 海部観光単独運行（マイエクスプレス）
  - 京都駅

### 香川県方面
- 四国高速バス・大川自動車共同運行（高徳エクスプレス）
  - 高松中央IC・ゆめタウン高松・栗林公園・高松駅

### 中国方面
- 徳島バス・両備バス運行（徳島岡山エクスプレス）
  - 岡山大学筋・岡山駅・岡山インター
- 徳島バス・広交観光共同運行（あわひろしま号）
  - 広島駅・広島バスセンター

### 中部方面
- JR四国バス・伊予鉄バス・JR東海バス・名鉄バス（瀬戸内エクスプレス名古屋号）
  - 名古屋駅

### 東京方面
- 徳島バス・京浜急行バス共同運行（エディ号）[7][8]
  - 渋谷・品川【※2021年3月16日より運行休止中】
- JR四国バス・JRバス関東共同運行（ドリーム阿南・徳島号）【※特定日運行】
  - 池尻大橋・バスタ新宿・東京駅・東京ディズニーランド
- 海部観光単独運行（マイエクスプレス）
  - バスタ新宿・東京駅（鍛冶橋駐車場）

### 鳴門市・徳島市方面
- 徳島バス単独運行
  - 鳴門線
    - 鳴門駅・ボートレース鳴門
    - 鳴門駅・鳴門公園
    - 大学前・徳島駅
- 淡路交通単独運行（急行・特急バス）
  - 徳大前・徳島

## メディア
- YouTube『エガちゃんねる』（2024年4月19日） - マツシゲートに現れた松茂係長の紹介で江頭2:50が当施設を訪問

## 注
1. ↑  高速バスのほか、徳島バスが運行する徳島駅前～鳴門方面（バイパス・徳島空港経由便と中喜来経由便のみ）の一般路線バスが停車する。
2. ↑  吉野川大橋南詰めの休日昼間12時間交通量は53,816台（平成17年度道路交通サンセス）で、西日本の一般道路（歩行者・原付通行不可の道路を除く）の中で最も多い。
3. ↑  海部観光運行便のみ停車する。
4. ↑  淡路島方面便は全便高速鳴門を経由せず、徳島方面便も高速鳴門経由便は1日1便のみ（土・休日は高速鳴門経由便無し）である。高速鳴門バス停前は高速鳴門の近くにある別のバス停で、一般路線バスが停車する。
5. ↑  バスの駅「徳島とくとくターミナル」完成 - 国土交通省四国地方整備局四国技術事務所「四国技報」第3巻5号 平成15年7月1日（2003年7月1日、2018年10月10日閲覧）
6. ↑  松茂高速バスチケットセンター本日オープン!! - 徳バス観光サービス（2012年8月1日、2018年10月10日閲覧）
7. ↑  “【川島東京線（ムーンライトエディ号）】路線休止のお知らせ”.   徳島バス (2021年2月15日). 2021年2月15日閲覧。
8. ↑  “長距離高速バス「エディ号」徳島ゆきの休止について”.   京浜急行バス (2021年2月15日). 2021年2月15日閲覧。